# Syllepte crocophanes
Syllepte crocophanes là một loài bướm đêm trong họ Crambidae.